# Dave Hebner
David Hebner, detto Dave Hebner (Richmond, 17 maggio 1949 – Mechanicsville, 17 giugno 2022), è stato un arbitro e manager di wrestling statunitense.

## Biografia
Dave Hebner era il fratello gemello di Earl Hebner e zio di Brian Hebner, entrambi arbitri di wrestling che hanno condiviso la loro esperienza in WWE.

## Carriera
Hebner debuttò come arbitro professionista di wrestling alla fine degli anni settanta a Richmond, in Virginia. Negli anni ottanta iniziò a lavorare per la World Wrestling Federation, dove divenne in breve tempo uno dei volti più conosciuti arbitrando diversi match storici come Randy Savage contro Ricky Steamboat a WrestleMania III e Randy Savage contro Hulk Hogan a WrestleMania V. Probabilmente il suo maggior momento di celebrità ebbe luogo il 5 febbraio 1988 durante l'evento The Main Event, quando fu designato arbitro dell'incontro per il titolo mondiale WWF tra il campione Hulk Hogan e André the Giant. André sconfisse Hogan quando il fratello gemello "malvagio" di Hebner, Earl, prese il posto di Dave in qualità di arbitro spacciandosi per lui dopo che Ted DiBiase aveva rinchiuso Dave in un armadietto, e contò velocemente lo schienamento di Hogan, nonostante Hulk avesse chiaramente alzato una spalla dal tappeto. Il match ed il titolo WWF Championship andarono ad André (che poi "vendette" la cintura di campione a DiBiase). La storyline fruttò un bonus di 2.500 dollari ad entrambi i fratelli Hebner.
Prima di WrestleMania IV, la WWF cercò di estendere la storyline dell'arbitro "gemello malvagio" attraverso una "investigazione giornalistica" (kayfabe) pubblicata sulla rivista WWF Magazine. L'articolo fece uso di una finta storia famigliare per suscitare simpatia nei confronti di Dave affermando di come egli fosse sempre stato il fratello buono vessato da Earl fin dai tempi dell'infanzia. Nel corso di un'intervista del 2001 con WWF Raw Magazine, Dave Hebner raccontò di come tutta la storyline venne accantonata velocemente all'epoca a causa di un reale infortunio causatogli da un calcio di Earl nel post-match Hogan-Andre durante il The Main Event, che gli causò la rottura di alcune costole. Come risultato, la storyline venne modificata in modo da far apparire Earl come il "buono" della storia, e fu lui ad arbitrare quando Randy Savage vinse la finale del torneo a WrestleMania IV sconfiggendo Ted DiBiase per il titolo WWF Championship. Anche Dave, comunque, proseguì con successo la carriera di arbitro in WWF arbitrando altri grandi incontri come la vittoria di Ultimate Warrior contro Hulk Hogan a WrestleMania VI.
Dopo essersi ritirato dall'attività di arbitro a causa di un serio intervento chirurgico al ginocchio, Hebner divenne un produttore, rimanendo in WWE fino al settembre del 2005, quando non gli fu rinnovato il contratto in scadenza.
Dopo l'uscita dalla WWE, Hebner debuttò nella Total Nonstop Action Wrestling il 17 dicembre 2005 durante una puntata di TNA Impact!, facendo la sua comparsa durante un match tra il Team 3D e i Diamonds in the Rough.
Nel 2012 Dave Hebner è diventato il manager dei The Lumberjacks.
Nel 2013 ha dichiarato di avere avuto parte nel celebre screwjob di Montréal del 1997 (nel quale Bret Hart venne privato del titolo senza la sua approvazione durante un match contro Shawn Michaels) in maniera ancora più importante rispetto al fratello Earl.

## Vita privata
Dave Hebner è stato sposato con una donna di nome Rebecca dal 1979. Il 17 giugno 2022 è deceduto a causa di una malattia nella sua casa di Mechanicsville (Virginia), all'età di 73 anni.